# Корнєєв Дмитро Ігорович
Дмитро Ігорович Корнєєв (рос. Дмитрий Игоревич Корнеев; 30 червня 1984, м. Тюмень, СРСР) — російський хокеїст, нападник.
Вихованець хокейної школи «Газовик» (Тюмень), перший тренер — А. К. Ковалевський. Виступав за: «Газовик» (Тюмень), «Елемаш» (Електросталь), «Амур» (Хабаровськ), «Динамо» (Москва), «Рись» (Подольськ), «Крила Рад» (Москва), «Русич» (Подольськ), «Металург» (Жлобин), «Лада» (Тольятті), ХК «Рязань», «Витязь» (Чехов), «Сокіл» (Красноярськ).
Досягнення
- Бронзовий призер чемпіонату Росії серед команд вищої (Д2) ліги (2003).